# 1739
1739 (MDCCXXXIX) a fost un an obișnuit al calendarului gregorian, care a început într-o zi de miercuri.

## Evenimente
- 9 septembrie: Răscoala de la Stono. Cea mai mare răscoală a sclavilor din America.
- 23 octombrie: Începe Războiul pentru urechea lui Jenkins, Anglia declarând război Spaniei.

### Nedatate
- Pacea de la Belgrad. Unul dintre cele două acorduri de pace care au pus capăt războiului de patru ani dintre Imperiul Otoman și Rusia și războiului de doi ani cu Austria.

## Nașteri
- 30 martie: Maria Josepha de Bavaria, soția lui Iosif al II-lea, Împărat Roman (d. 1767)
- 11 octombrie: Grigori Potiomkin (Potemkin), general rus (d. 1791)
- 24 octombrie: Anna Amalia de Brunswick-Wolfenbüttel (d. 1807)

## Decese
- 12 septembrie: Ernest Louis, Landgraf de Hesse-Darmstadt, 71 ani (n. 1667)